# Spacer’s de Toulouse

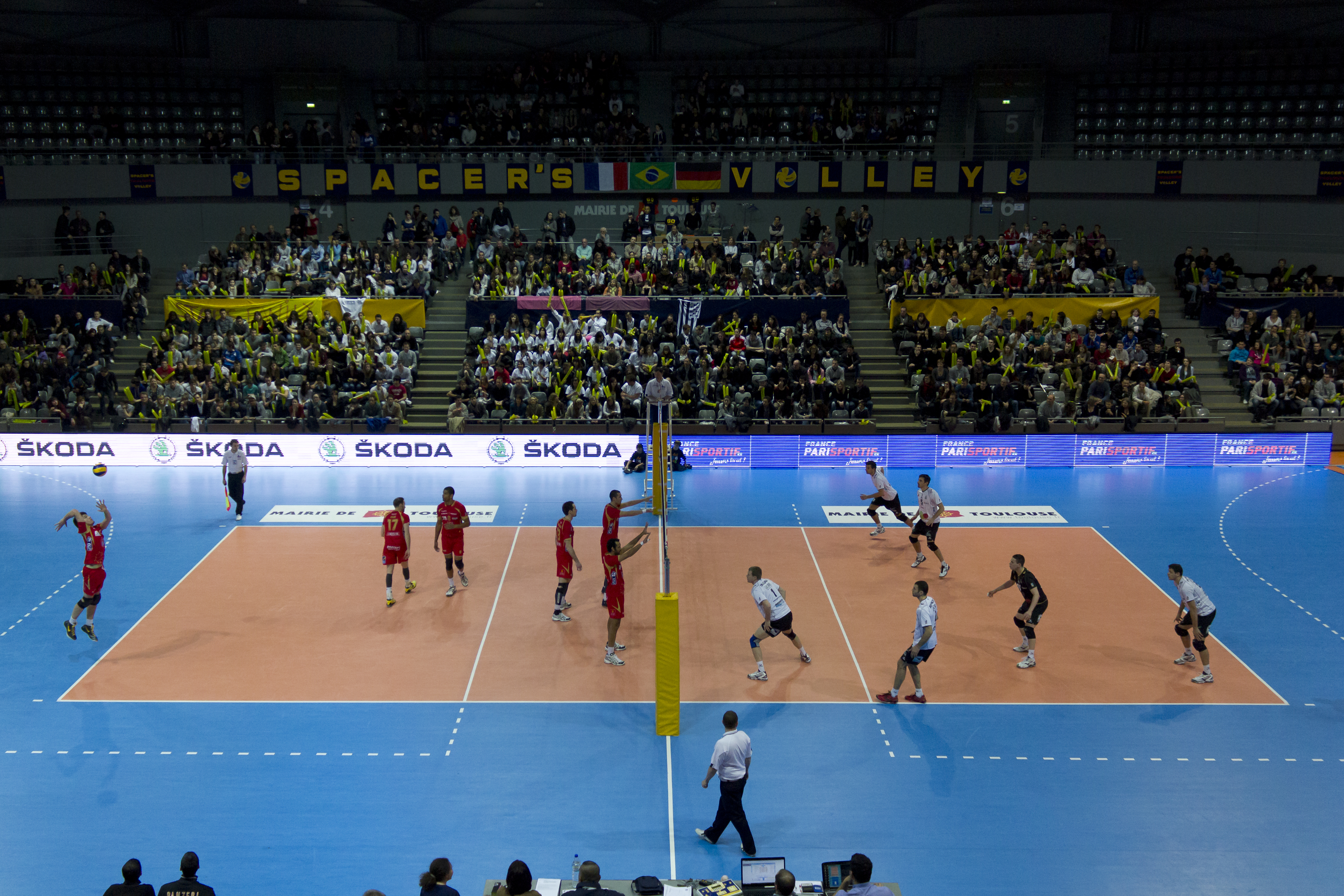
Mecz Spacer’s de Toulouse - Rennes Volley 35 (20.03.2012)

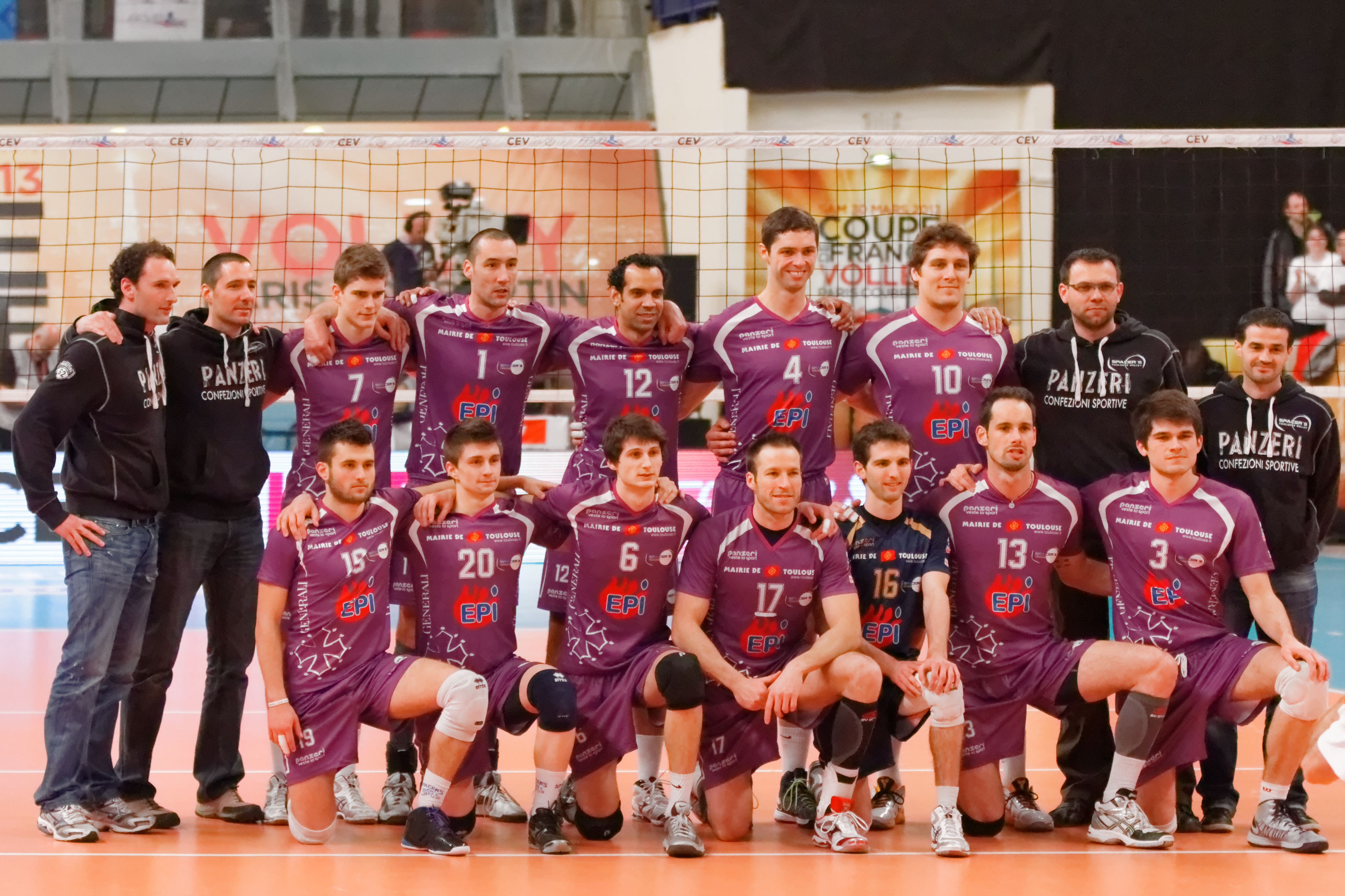
Zawodnicy Spacer’s de Toulouse w sezonie 2012/2013

Spacer's de Toulouse – francuski klub siatkarski z Tuluzy założony 26 lutego 1946 roku. Od sezonu 2005/2006 występuje w najwyższej klasie rozgrywek klubowych we Francji.
Oficjalnie używaną nazwą jest TOAC-TUCVB.

## Sukcesy
- Mistrzostwo Francji:
  -  2. miejsce (1x): 2017
  -  3. miejsce (1x): 2007

## Kadra

### Sezon2017/2018
- Pierwszy trener:  Cédric Énard
- Drugi trener:  Stéphane Sapinart

| Nr | Imię i nazwisko      | Data ur. | Wzrost | Pozycja      |
| -- | -------------------- | -------- | ------ | ------------ |
| 2  | Bruno Temponi Araújo | 1986     | 191    | przyjmujący  |
| 3  | Nicolas Burel        | 1991     | 200    | środkowy     |
| 4  | Jelle Ribbens        | 1992     | 183    | libero       |
| 6  | Ryan Nickifor        | 1995     | 201    | przyjmujący  |
| 7  | Miguel Ángel de Amo  | 1985     | 185    | rozgrywający |
| 9  | Danny Demyanenko     | 1994     | 197    | środkowy     |
| 10 | Andrés Villena       | 1993     | 194    | atakujący    |
| 11 | Luka Basic           | 1995     | 201    | przyjmujący  |
| 13 | Stridji Tel          | 1998     | 197    | środkowy     |
| 16 | Bram Van den Dries   | 1989     | 206    | atakujący    |
| 17 | Zago                 | 1981     | 195    | przyjmujący  |
| 18 | Julien Bergey        | 1996     | 177    | libero       |
| 20 | Dimitri Walgenwitz   | 1994     | 182    | rozgrywający |

### Sezon2016/2017
- Pierwszy trener:  Cédric Énard
- Drugi trener:  Stéphane Sapinart

| Nr | Imię i nazwisko       | Data ur. | Wzrost | Pozycja      |
| -- | --------------------- | -------- | ------ | ------------ |
| 1  | Barthélémy Chinenyeze | 1998     | 200    | środkowy     |
| 2  | Bram Van den Dries    | 1989     | 206    | atakujący    |
| 3  | Nicolas Burel         | 1991     | 200    | środkowy     |
| 4  | Yacine Louati         | 1992     | 198    | przyjmujący  |
| 6  | Antoine Brizard       | 1994     | 194    | rozgrywający |
| 7  | Cyril Larrieu         | 1997     | 198    | atakujący    |
| 8  | Marc Darrieux         | 1998     | 185    | rozgrywający |
| 9  | Ulysse Carrat         | 1994     | 205    | przyjmujący  |
| 10 | Mathieu Manusauaki    | 1997     | 195    | atakujący    |
| 11 | Luka Basic            | 1995     | 201    | przyjmujący  |
| 12 | Timo Tammemaa         | 1991     | 202    | środkowy     |
| 16 | Nicolas Rossard       | 1990     | 183    | libero       |
| 17 | Zago                  | 1981     | 195    | przyjmujący  |
| 18 | Julien Bergey         | 1996     | 177    | libero       |

### Sezon2015/2016
- Pierwszy trener:  Cédric Énard
- Drugi trener:  Stéphane Sapinart

| Nr | Imię i nazwisko     | Data ur. | Wzrost | Pozycja               |
| -- | ------------------- | -------- | ------ | --------------------- |
| 1  | Ulysse Carrat       | 1994     | 205    | przyjmujący           |
| 2  | Julien Bergey       | 1996     | 177    | libero                |
| 3  | Nicolas Burel       | 1991     | 200    | środkowy              |
| 4  | Yacine Louati       | 1992     | 198    | przyjmujący           |
| 5  | Andre Radtke        | 1982     | 201    | środkowy              |
| 6  | Antoine Brizard     | 1994     | 194    | rozgrywający          |
| 7  | Trévor Clévenot     | 1994     | 193    | przyjmujący           |
| 8  | Marc Darrieux       | 1998     | 185    | rozgrywający          |
| 9  | Marco Evan Ferreira | 1987     | 202    | atakujący             |
| 10 | Mathieu Manusauaki  | 1997     | 195    | atakujący             |
| 11 | Philippe Tuitoga    | 1990     | 198    | środkowy              |
| 12 | François Perrot     | 1994     | 190    | przyjmujący           |
| 13 | Romain Deveze       | 1993     | 185    | libero                |
| 17 | Zago                | 1981     | 195    | przyjmujący           |
| 18 | Facundo Santucci    | 1987     | 186    | libero                |
| 19 | Miloš Ćulafić       | 1986     | 205    | przyjmujący/atakujący |

### Sezon2014/2015
- Pierwszy trener:  Cédric Énard
- Drugi trener:  Stéphane Sapinart

| Nr | Imię i nazwisko     | Data ur. | Wzrost | Pozycja      |
| -- | ------------------- | -------- | ------ | ------------ |
| 1  | Ulysse Carrat       | 1994     | 205    | przyjmujący  |
| 2  | Julien Bergey       | 1996     | 177    | libero       |
| 3  | Nicolas Burel       | 1991     | 200    | środkowy     |
| 4  | Quentin Morson      | 1993     | 192    | środkowy     |
| 5  | Andre Radtke        | 1982     | 201    | środkowy     |
| 6  | Thibault Rossard    | 1993     | 194    | atakujący    |
| 7  | Trévor Clévenot     | 1994     | 193    | przyjmujący  |
| 8  | Davide Saitta       | 1987     | 188    | rozgrywający |
| 10 | Mirosław Gradinarow | 1985     | 203    | przyjmujący  |
| 11 | Philippe Tuitoga    | 1990     | 198    | środkowy     |
| 12 | François Perrot     | 1994     | 190    | przyjmujący  |
| 13 | Romain Deveze       | 1993     | 185    | libero       |
| 16 | Valentin Bouleau    | 1995     | 190    | rozgrywający |
| 17 | Zago                | 1981     | 195    | przyjmujący  |
| 18 | Facundo Santucci    | 1987     | 186    | libero       |
| 20 | Dimitri Walgenwitz  | 1994     | 182    | rozgrywający |

### Sezon2013/2014
- Pierwszy trener:  Cédric Énard
- Drugi trener:  Stéphane Sapinart

| Nr | Imię i nazwisko    | Data ur. | Wzrost | Pozycja      |
| -- | ------------------ | -------- | ------ | ------------ |
| 1  | Danaił Miłuszew    | 1984     | 200    | atakujący    |
| 3  | Nicolas Burel      | 1991     | 200    | środkowy     |
| 5  | Andre Radtke       | 1982     | 204    | środkowy     |
| 6  | Thibault Rossard   | 1993     | 194    | przyjmujący  |
| 7  | Trévor Clévenot    | 1994     | 193    | przyjmujący  |
| 9  | Toky Rafidison     | 1991     | 172    | libero       |
| 12 | André Luiz Eloi    | 1981     | 196    | rozgrywający |
| 13 | Romain Deveze      | 1993     | 185    | libero       |
| 14 | Tchéni Petro       | 1991     | 196    | atakujący    |
| 15 | Futi Tavana        | 1987     | 203    | środkowy     |
| 17 | Zago               | 1981     | 195    | przyjmujący  |
| 18 | Facundo Santucci   | 1987     | 186    | libero       |
| 20 | Dimitri Walgenwitz | 1994     | 182    | rozgrywający |